# Evil Sinner
Evil Sinner war eine belgische Thrash-Metal-Band, die im Jahr 1986 in Kortrijk gegründet wurde, sich im Jahr 1992 in Insufficient Memory umbenannte, und sich nach der Veröffentlichung eines Demos im Jahr 1993 kurz darauf auflöste.

## Geschichte
Die Band wurde im Mai 1986 von dem Gitarristen Geert Heernaert und Bassisten Renaat Danckaert gegründet. Noch im selben Jahr nahm die Band ein Demo auf und sendete es an verschiedene Labels und Magazine. Kurz darauf kam Schlagzeuger Diego Denorme zur Besetzung. Die Band probte weiter, bis Sänger Carlo Roels und Gitarrist Jan Maes die Besetzung vervollständigten. Zusammen nahmen sie im Juni 1987 ein Demo namens Merciless auf. Es folgten einige Auftritte, so auch am 4. Juli in Lokeren, mit Attila, Explorer, Hellfire und Vengeance. Am 21. November folgte ein Auftritt im niederländischen Brunssum mit Sequence, Menacy, Cyclone und Alcoholica. Am 29. November folgte ein Konzert als Eröffnungsband für Kreator und Voivod. In der ersten Hälfte des Jahres 1989 änderte sich die Besetzung der Band stark: Rolf V. ersetzt Jan Maes an der E-Gitarre, während Schlagzeuger Denorme durch Jean-Luc Devos ersetzt wurde. Mit dieser Besetzung wurde im Juni Demo 2 aufgenommen. Am 28. Januar 1989 folgte ein Auftritt in Koekelare mit Crosshead und Xiphoid. Nach dem Auftritt erreichte die Band einen Vertrag mit Pilum Records und begab sich in das Uptide Studio in Zelzate mit Produzent Gus Roan, um ihr selbstbetiteltes Debütalbum aufzunehmen. Das Album wurde im Herbst 1989 veröffentlicht. Für Februar 1990 war die Veröffentlichung eines zweiten Albums geplant, jedoch kam es dazu nie, da sich die Band vorher von ihrem Label trennte. Kurz nachdem das Album veröffentlicht worden war, verließ im Oktober 1989 Sänger Carlo Roels die Band und wurde durch Ronny „Koeke“ Van Autreve ersetzt. Der erste Auftritt in dieser neuen Besetzung folgte am 4. November, im niederländischen Katwijk zusammen mit der russischen Band Круиз. Am 8. November schloss sich ein Auftritt in Oordegem an, auf dem auch Sixty Nine und Excel vertreten waren. Danach folgte ein weiterer Auftritt mit Excel, Sixty Nine und Unusual am 11. November in Witgoor-Dessel. Im nächsten Jahr schlossen sich weitere Auftritte an wie ein Konzert mit Sepultura im niederländischen Brunssem. Im selben Jahr ereigneten sich zudem erneut Besetzungswechsel: Schlagzeuger Jean-Luc Devos und Gitarrist Rolf V. wurden durch Gino De Witte und Bruno Catry ersetzt. Vor Catrys Einsatz spielte Roadie Johnny kurzzeitig die E-Gitarre. Diese neue Besetzung nahm im Jahr 1991 ein weiteres Demo namens No Escape auf. Die Aufnahmen fanden im H.S. Recording Studio in Verviers mit Produzent André Gielen statt.
Im Jahr 1992 folgten weitere Auftritte. Am 17. Mai spielte die Band mit Channel Zero und Erode to Greed in Gent. Nach einem Auftritt am 11. Juli in Rekkem verließ Geert Heernaert die Band. Da Heernaert ein Gründungsmitglied der Band war, entschied sich die Gruppe ihren Namen in Insufficient Memory zu ändern und wieder Sänger Ronny Van Autreve in die Band aufzunehmen. Im Jahr 1993 veröffentlichte die Band ein Demo, ehe sie sich auflöste. Im Jahr 2001 fand die Band wieder zusammen, um zwei Konzerte zu spielen. Das erste war ein Benefizkonzert am 22. September für Testaments Chuck Billy zusammen mit Deströyer 666, Polluted Inheritance, Wicked Mystic, Infernal Legion, Mindlink und Erode to Greed. Das zweite fand am 7. Oktober in Lauwe statt. Die Band bestand dabei aus Sänger Ronny „Koeke“ Van Autreve, Gitarrist und Sänger Geert Heernaert, Bassist Renaat Danckaert und Schlagzeuger Gino De Witte.

## Stil
Die Band spielte eine aggressive Form des Thrash Metal, die mit den Werken von Cyclone und Assassin vergleichbar ist.

## Diskografie
als Evil Sinner
- 1986: Rehearsal '86 (Demo, Eigenveröffentlichung)
- 1987: Merciless (Demo, Eigenveröffentlichung)
- 1988: Demo '88 (Demo, Eigenveröffentlichung)
- 1989: Evil Sinner (Album, Pilum Records)
- 1991: No Escape (Demo, Eigenveröffentlichung)

als Insufficient Memory
- 1993: Insufficient Memory (Demo, Eigenveröffentlichung)